# Jean-Denis Malclès
Pour les articles homonymes, voir Malclès.
Jean-Denis Malclès est un peintre, affichiste et décorateur français, né le 15 mai 1912 à Paris et mort le 30 mai 2002 dans la même ville.
On lui doit notamment la création du costume des Frères Jacques et de plusieurs affiches de cinéma ou de théâtre dont celle de La Belle et la Bête de Jean Cocteau.

## Biographie
Petit-fils de Félix Gras et petit-neveu de Joseph Roumanille, célèbres Félibriges, Jean-Denis Malclès grandit à Avignon. Diplômé de l'École Boulle, il sculpte d'abord des meubles dans l'atelier du maître Jacques-Émile Ruhlmann, peint sur toile et tissus et dessine les premières collections de Pierre Frey. Grâce à Jean-Louis Vaudoyer, grand admirateur de son talent de peintre et de coloriste (le fameux « rouge Malclès »), il signe l'un de ses premiers décors pour la Comédie-Française où il acquiert la connaissance de la machine théâtrale.
De 1948 à 1981, il crée les décors et costumes de la plupart des pièces de Jean Anouilh, établissant une véritable osmose avec l'auteur qui reconnaît en lui le décorateur capable « de voyager au pays de ses propres rêves et de les lui restituer ». Il travaille également pour la Compagnie Renaud-Barrault ce qui fait dire à Jean-Louis Barrault : « Jean-Denis Malclès est plus qu'un illustrateur; beaucoup plus aussi qu'un peintre : il s'intègre à la pièce, en conçoit le mouvement et l'esprit, en un mot, s'oublie lui-même. Il est en premier lieu, un metteur en scène ».
Marcel Aymé, Henry de Montherlant, Marcel Achard, Marcel Pagnol, Georges Schehadé, André Gide, Jules Romains, Georges  Neveux, Armand Salacrou, Jean-Paul Sartre, Peter Ustinov, Michel Lengliney et Jacques Rampal font appel à sa palette et à son sens de la scénographie.
Pour l'Opéra, il collabore aussi avec de nombreux compositeurs : Francis Poulenc, Maurice Ravel, Jean Hubeau, Daniel-Lesur, Marcel Landowski (L'Opéra de Poussière), Jean-Michel Damase, Darius Milhaud, Jack Ledru, Manuel Rosenthal, etc.

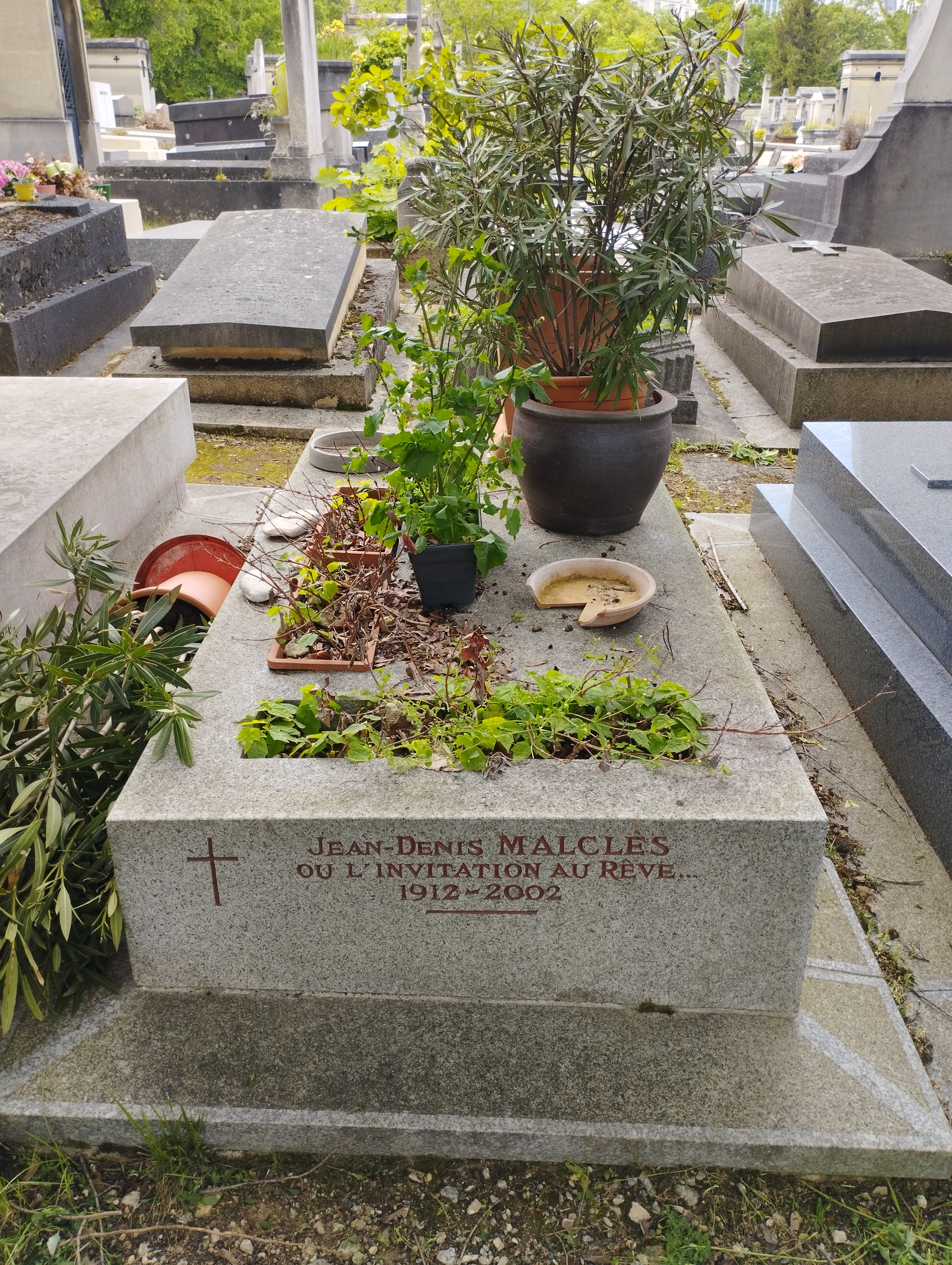
Tombe de Jean-Denis Malclès au cimetière du Montparnasse (division 9).

Artiste au talent multiple, on lui doit, entre autres, l'illustration de nombreuses affiches pour les films de Jean Cocteau (La Belle et la Bête), Marcel Carné, Yves Robert ou Henri-Georges Clouzot.
Malclès illustre également des livres : Les Lettres de mon moulin d'Alphonse Daudet, le théâtre complet de Montherlant, Bel-Ami de Guy de Maupassant, Topaze de Marcel Pagnol ou encore les Fables d'Anouilh, sans oublier sa création des costumes des Frères Jacques.
À partir de 1985, le décorateur revient à sa première passion, la peinture, et expose en galerie. À la question : « Qu'est-ce qu'un tableau raté pour vous ? », il répond : « Un tableau dans lequel je ne m'amuse plus à peindre ». Malclès disait de son travail : « La vérité est que j'ai passé ma vie à m'amuser, à jouer… comme un enfant ! » Jean-Denis Malclès a réalisé plus de 300 décors.
Il est inhumé au cimetière du Montparnasse (division 9).

## Théâtre
| - 1941 : Fantasio d'Alfred de Musset, Comédie-Française - 1941 : Léopold le ben-aimé de Jean Sarment, Comédie-Française - 1941 : La Farce de Maître Pathelin d'après un anonyme du XVe siècle, Comédie-Française - 1942 : Tartuffe de Molière, Comédie-Française - 1943 : Robinson ne doit pas mourir de Friedrich Forster Comédie des Champs-Élysées - 1943 : Vidocq chez Balzac d'Émile Fabre, Comédie-Française - 1946 : La Parade de Jean-Pierre Grenier, Théâtre de la Gaîté-Montparnasse - 1946 : Plainte contre inconnu de Georges Neveux, Théâtre Gramont - 1948 : Ardèle ou la Marguerite de Jean Anouilh, Comédie des Champs-Élysées - 1948 : Les Espagnols en Danemark de Prosper Mérimée, Comédie-Française - 1948 : Épisode de la vie d'un auteur de Jean Anouilh, Comédie des Champs-Élysées - 1948 : La Peine capitale de Claude-André Puget, Comédie-Française - 1950 : Clérambard de Marcel Aymé, Comédie des Champs-Élysées - 1950 : Les Caves du Vatican d'André Gide, Comédie-Française - 1950 : Les Sincères de Pierre Carlet de Chamblain de Marivaux, Comédie-Française - 1950 : Malborough s'en va-t-en guerre de Marcel Achard, théâtre Marigny - 1951 : Les Innocents de William Archibald, théâtre Édouard VII - 1951 : Cucendron ou la Pure Agathe de Robert Favart, théâtre Saint-Georges - 1951 : Les Trois Mousquetaires d'Alexandre Dumas et Auguste Maquet, théâtre de la Porte-Saint-Martin - 1951 : On ne badine pas avec l'amour d'Alfred de Musset, mise en scène Jean-Louis Barrault, théâtre Marigny - 1952 : La Tête des autres de Marcel Aymé, théâtre de l'Atelier - 1952 : La Valse des toréadors de Jean Anouilh Comédie des Champs-Élysées - 1953 : La Petite Catherine de Alfred Savoir, mise en scène Christian-Gérard, théâtre des Bouffes-Parisiens - 1953 : La Reine blanche de Pierre Barillet et Jean-Pierre Grédy, théâtre Michel - 1953 : L'Alouette de Jean Anouilh théâtre Montparnasse - 1953 : Monsieur Le Trouhadec saisi par la débauche de Jules Romains, Comédie-Française - 1953 : Poil de carotte de Jules Renard Comédie-Française - 1953 : Crainquebille d'Anatole France Comédie-Française - 1954 : L'Amour des quatre colonels de Peter Ustinov, théâtre Fontaine - 1954 : Feu la mère de Madame de Georges Feydeau, Comédie-Française - 1954 : Clérambard de Marcel Aymé, Comédie des Champs-Élysées - 1954 : Les Quatre Vérités de Marcel Aymé, théâtre de l'Atelier - 1954 : Cécile ou l'École des pères de Jean Anouilh, Comédie des Champs-Élysées - 1955 : Ornifle ou le Courant d'air de Jean Anouilh, Comédie des Champs-Élysées - 1955 : Nekrassov de Jean-Paul Sartre, théâtre Antoine - 1955 : Histoire de rire d'Armand Salacrou, théâtre Saint-Georges - 1956 : Pauvre Bitos ou le Dîner de têtes de Jean Anouilh, théâtre Montparnasse - 1956 : Histoire de rire d'Armand Salacrou, théâtre Saint-Georges - 1956 : Les Fâcheux de Molière, Comédie-Française - 1956 : Les Plaideurs de Jean Racine, Comédie-Française - 1957 : Amphitryon 38 de Jean Giraudoux, Comédie des Champs-Élysées - 1957 : Romanoff et Juliette de Peter Ustinov, théâtre Marigny - 1957 : Pauvre Bitos ou le Dîner de têtes de Jean Anouilh, Comédie des Champs-Élysées - 1958 : Clérambard de Marcel Aymé, Comédie des Champs-Élysées - 1958 : Ardèle ou la Marguerite de Jean Anouilh, Comédie des Champs-Élysées - 1958 : L'Amour des quatre colonels de Peter Ustinov, théâtre de l'Ambigu - 1959 : La Copie de Madame Aupic d'après Gian Carlo Menotti, mise en scène Daniel Ceccaldi, théâtre Fontaine - 1959 : L'Enfant du dimanche de Pierre Brasseur, théâtre de Paris - 1959 : Ne réveillez pas Madame de Jean Anouilh, Comédie des Champs-Élysées - 1959 : L'Hurluberlu ou le Réactionnaire amoureux de Jean Anouilh, Comédie des Champs-Élysées - 1959 : Becket ou l'Honneur de Dieu de Jean Anouilh, théâtre Montparnasse - 1960 : Histoire de rire d'Armand Salacrou, Théâtre de la Madeleine - 1960 : Impasse de la fidélité d'Alexandre Breffort, théâtre des Ambassadeurs - 1961 : Liliom de Ferenc Molnár, théâtre de l'Ambigu - 1961 : Gorgonio de Tullio Pinelli, Comédie des Champs-Élysées | - 1961 : Le Voyage de Georges Schehadé, Odéon-Théâtre de France - 1961 : La Grotte de Jean Anouilh, théâtre Montparnasse - 1962 : L'École des autres d'André Roussin, théâtre de l'Œuvre - 1962 : La Reine Galante d'André Castelot, théâtre des Ambassadeurs - 1962 : L'École des femmes de Molière, théâtre de l'Œuvre - 1962 : L'Orchestre de Jean Anouilh, Comédie des Champs-Élysées - 1962 : La Foire d'empoigne de Jean Anouilh, Comédie des Champs-Élysées - 1962 : Le Misanthrope de Molière, Théâtre de l'Œuvre - 1963 : Consommation de Marcel Aymé, Théâtre de l'Œuvre - 1963 : Oh p'pa, pauvre p'pa, maman t'a pendu dans le placard et c'est ça qui me flanque le cafard d'Arthur L. Kopit, théâtre des Bouffes-Parisiens - 1964 : Sur le chemin du forum… de Bart Shevlove et Larry Gelbart, théâtre du Palais-Royal - 1964 : Richard III de William Shakespeare, théâtre Montparnasse - 1964 : L'Île des esclaves de Pierre Carlet de Chamblain de Marivaux, Comédie-Française - 1964 : Le Minotaure de Marcel Aymé, théâtre des Bouffes-Parisiens - 1964 : Tim de Pol Quentin, théâtre Édouard VII - 1965 : L'Acheteuse de Steve Passeur, Comédie des Champs-Élysées - 1965 : Le Mal de test d'Ira Wallach, Comédie des Champs-Élysées - 1966 : Becket ou l'Honneur de Dieu de Jean Anouilh, théâtre Montparnasse - 1966 : La Petite Catherine de Heilbronn de Heinrich von Kleist, théâtre Montparnasse - 1967 : Extra-muros de Raymond Devos, théâtre des Variétés - 1967 : Pauvre Bitos ou le Dîner de têtes de Jean Anouilh, théâtre de Paris - 1968 : L'Alouette de Jean Anouilh, théâtre de Paris - 1968 : Le Gadget d'Alexandre Rivemale, théâtre des Mathurins - 1968 : Le Boulanger, la Boulangère et le Petit Mitron de Jean Anouilh, Comédie des Champs-Élysées - 1969 : Cher Antoine ou l'Amour raté de Jean Anouilh, Comédie des Champs-Élysées - 1970 : Les Poissons rouges de Jean Anouilh, théâtre de l'Œuvre - 1970 : Ne réveillez pas Madame de Jean Anouilh, Comédie des Champs-Élysées - 1971 : Becket ou l'Honneur de Dieu de Jean Anouilh, Comédie-Française - 1972 : Tu étais si gentil quand tu étais petit de Jean Anouilh, théâtre Antoine - 1972 : Le Directeur de l'Opéra de Jean Anouilh, Comédie des Champs-Élysées - 1973 : Le Paysan parvenu d'Albert Husson d'après Marivaux, mise en scène Jean Meyer, théâtre des Célestins - 1973 : Le Lion en hiver de James Goldman, théâtre de l'Œuvre - 1973 : Le Voyageur sans bagage de Jean Anouilh, Théâtre des Mathurins - 1973 : La Valse des toréadors de Jean Anouilh, Comédie des Champs-Élysées - 1974 : Colombe de Jean Anouilh, Comédie des Champs-Élysées - 1975 : L'Arrestation de Jean Anouilh, théâtre de l'Athénée - 1976 : Chers zoiseaux de Jean Anouilh, Comédie des Champs-Élysées - 1976 : Le Scénario de Jean Anouilh, théâtre de l'Œuvre - 1976 : À vos souhaits de Pierre Chesnot, Comédie des Champs-Élysées - 1976 : Antigone de Jean Anouilh, théâtre des Mathurins - 1976 : Lucienne et le Boucher de Marcel Aymé, théâtre Saint-Georges - 1978 : La Culotte de Jean Anouilh, théâtre de l'Atelier - 1978 : Le Colonel Chabert d'après Honoré de Balzac, mise en scène Jean Meyer, théâtre des Célestins - 1978 : La Cuisine des anges d'Albert Husson, théâtre des Célestins - 1979 : Ardèle ou la Marguerite de Jean Anouilh, théâtre Hébertot - 1981 : Le Nombril de Jean Anouilh, théâtre de l'Atelier - 1982 : Le Voyage de monsieur Perrichon d'Eugène Labiche, Comédie-Française - 1983 : Chantecler d'Edmond Rostand Maison de la Culture de Loire-Atlantique - 1986 : La Répétition ou l'Amour puni de Jean Anouilh, théâtre Édouard VII - 1987 : Les Pieds dans l'eau de Michel Lengliney, théâtre de la Madeleine - 1988 : La Foire d'empoigne de Jean Anouilh, théâtre de la Madeleine - 1994 : La Fille à la trompette de Jacques Rampal, théâtre de la Michodière - 1998 : Anatole d'Arthur Schnitzler, théâtre du Cabestan |

## Lyrique (opéra, opérette)
- 1952 : L'Heure espagnole de Maurice Ravel, mise en scène de Maurice Crochot, Opéra de Paris
- 1952 : Adriana Lecouvreur de Francesco Cilea, mise en scène de Maurice Crochot, Scala de Milan
- 1954 : Oberon de Carl Maria von Weber, mise en scène de Maurice Lehmann, Opéra de Paris
- 1954 : Il barbiere di Siviglia de Gioachino Rossini, mise en scène de Maurice Sarrazin, Covent Garden
- 1955 : Orphée et Eurydice de Christoph Willibald Gluck, mise en scène de Jean Meyer, Festival international d'art lyrique d'Aix-en-Provence
- 1956 : Platée de Jean-Philippe Rameau, mise en scène de Jean-Pierre Grenier, Festival international d'art lyrique d'Aix-en-Provence
- 1958 : La Flûte enchantée de Wolfgang Amadeus Mozart, mise en scène de Jean-Pierre Grenier, Festival international d'art lyrique d'Aix-en-Provence
- 1958 : La Vie parisienne de Jacques Offenbach, Henri Meilhac et Ludovic Halévy, mise en scène de Jean-Louis Barrault, Théâtre du Palais-Royal
- 1959 : Il mondo della luna de Joseph Haydn, mise en scène de Maurice Sarrazin, Festival international d'art lyrique d'Aix-en-Provence
- 1962 : L'Opéra de poussière de Marcel Landowski, mise en scène de Marcel Lamy, Opéra d'Avignon
- 1962 : Les Malheurs d’Orphée de Darius Milhaud, mise en scène de Michel Crochot, Festival international d'art lyrique d'Aix-en-Provence
- 1963 : Les Mamelles de Tirésias de Francis Poulenc, mise en scène de Louis Ducreux, Opéra Comique
- 1963 : Colloquio col tango de Rafaello de Banfield, mise en scène de Louis Ducreux, Opéra de Marseille
- 1965 : Lulu d’Alban Berg, mise en scène de Louis Ducreux, Opéra de Marseille
- 1965 : Orphée aux Enfers de Jacques Offenbach, mise en scène de Louis Ducreux, Opéra de Marseille
- 1966 : La Mère coupable de Darius Milhaud, mise en scène de Louis Ducreux, Grand Théâtre de Genève
- 1968 : La Veuve joyeuse de Franz Lehár, mise en scène de Pierre Héral, Opéra de Marseille
- 1968 : La traviata de Giuseppe Verdi, mise en scène de Louis Ducreux, Opéra de Düsseldorf
- 1968 : La Flûte enchantée de Wolfgang Amadeus Mozart, mise en scène de Peter Ustinov, Opéra de Hambourg
- 1969 : Andrea del Sarto de Daniel-Lesur d’après Alfred de Musset, mise en scène de Roland Monod, Opéra de Marseille
- 1972 : Barbe-Bleue de Jacques Offenbach, Henri Meilhac et Ludovic Halévy, théâtre de Paris
- 1974 : Juliette ou la Clef des songes de Bohuslav Martinů d’après Georges Neveux, mise en scène de Jean-Jacques Etchevery, Opéra de Rouen
- 1977 : La Peur des coups de Jack Ledru d’après Courteline, mise en scène de Jean-Jacques Etchevery, Grand Théâtre de Tours
- 1977 : L’Affaire Foffp de Patrice Sciurtino, mise en scène de Marc Cheiffez, Grand Théâtre de Tours
- 1980 : La Périchole de Jacques Offenbach, mise en scène de Jean-Jacques Etchevery, Festival de Carpentras
- 1982 : La Parisienne  de Jack Ledru, mise en scène de Jean-Jacques Etchevery, Grand Théâtre de Tours
- 1983 : Comment causer de  P.-M. Dubois, d'après Jean Tardieu, mise en scène de Michel Jarry, Grand Théâtre de Tours
- 1984 : La Poule noire de Manuel Rosenthal, mise en scène de Michel Jarry, Grand Théâtre de Tours
- 1986 : La Vie parisienne de Jacques Offenbach, mise en scène Bernard Broca, théâtre municipal de Lausanne
- 1989 : La Chauve-souris de Johann Strauss fils, mise en scène de Jacqueline Marcos Kanal, théâtre municipal de Lausanne

## Ballets
- 1945 : La Fiancée du diable de Boris Kochno, chorégraphie de Roland Petit, théâtre des Champs-Élysées
- 1948 : Cendrillon de Sergueï Prokofiev, chorégraphie de Frederick Ashton, Covent Garden
- 1956 : Soir de fête de Léo Delibes, chorégraphie de Albert Aveline, Opéra de Paris
- 1965 : Le Bal des voleurs de Georges Auric d'après Jean Anouilh, chorégraphie de Léonide Massine, Covent Garden